# ثعابين في بذلات العمل
ثعابين في بذلات العمل: عندما يذهب السيكوباتيون إلى العمل كتاب من تأليف عالمي النفس بول بابياك وروبرت هير  وترجمة عمر فايد، الفرضية التي ينطلق منها الكتاب هي أن المعتلّين نفسيا الذين يعملون في المؤسسات المعاصرة عادة ما ينجحون بأفضل معايير النجاح المهني، وسماتهم الشخصية المدمرة خفيّة عن أنظار من يتفاعلون معهم.إنهم قادرون على المرواغة، ويتحرشون بزملاء العمل، وبالشركة نفسها عندما تتدنّى أخلاقهم، بل حتى أن بعضهم قد يسرق ويحتال.
من شأن هذا الكتاب أن يساعد القارئ على كشف الطبقات التي تغطي شخصية السيكوباتي، مما يجعل القارئ يفهم ما يحرّك السيكوباتي،
صدر الكتاب بنسخته الإنجليزية في صيف عام 2007 وترجم إلى عدد من اللغات نظرا للإقبال الشديد عليه، منها البولندية والهنغارية والروسية  ومؤخراً الترجمة العربية التي صدرت الطبعة الأولى منها عن صفحة سبعة للنشر والتوزيع في أغسطس 2021، يتكون الكتاب من خمسة فصول.

## كلمة المترجم
| ثعابين في بذلات العمل | قبل تفرغي الحالي لترجمة الكتب سبق لي العمل في شركتي قطاع خاص أصقلا من خبراتي في التعامل مع المعتلين نفسيًا، محور حديث هذا الكتاب. لكن المفارقة بالنسبة لي هي الوصف الذي أطلقته على تجربة العمل الأول وأهم خبرة اكتسبتها حينئذ؛ كيفية ترويض "الثعابين" في إشارة إلى عدد لا بأس به من الأشخاص المحبين للتملق وإلحاق الأذى بالغير كلما سنحت لهم الفرصة والتعامل البارد الأجوف مع الجميع باستثناء أصحاب المناصب العليا ونوبات الغضب الطفولية وما إلى ذلك. وهو ما اعتبرته لقاحًا عند التحاقي بالعمل الثاني الذي وإن قلت فيه هذه النوعيات إلا إنه لم يخلو منها. وبعد أن تفهمت أكثر القول المأثور، "لا تريقن ماء وجهك لمن لا ماء في وجهه." كان ترويضهم أسهل واستباق ردود فعلهم بخطوة أمر تلقائي. وها قد مرت الأيام لأجد أمامي هذه التحفة الفنية التي تحمل نفس العنوان لوصف هذه النوعيات المعتلة نفسيًا من البشر.. "ثعابين!". لو كنت في موضع النصح، لنصحت من يعملون في القطاع الخاص تحديداً بالتمعن في هذا الكتاب ليتداركوا ما يلحق بهم من أسى وأذى لا يعرفون أسبابه نظراً لحتمية وجود هذه الثعابين وازدهارها في القطاع الخاص والشركات الكبرى تحديداً كما ذكر طيه. ولأوصيت به كدليل استرشادي لكل حديثي التخرج أو من ليس لهم عهد بالعمل الخاص بعد. ربما تقل نسبتهم أو قلما صادفهم في دائرة المقربين منك، لكن لن تخلو مرحلة في حياتك من وجود "صداقة" زائفة مع أحدهم. إلا إن الخسارة تتضاعف إذا مس الأمر عملك، لهذا كان محور الكتاب عن المعتلين نفسيًا في ثياب العمل. ربما تتأثر ثقتك بنفسك وتعجز مع مرحلة (الهجر) المفاجئة التي أشير إليها.. لكن تلكم فائدة القراءة. وكي لا تخلط بين من لديهم بعض سمات الاعتلال النفسي أو حتى أصحاب الأهداف المؤقتة التي تجبرهم (خطأً) على استحضار مرحلي لبعض هذه السمات وبين المعتلين نفسيًا، عليك أن تقرأ تفصيليًا وتفهم من خبيرين محنكين في علم النفس وفي فن الحياة عمومًا كيف يتصرف هؤلاء وكيف ترصدهم. مزج الكتاب بين الشكل القصصي المثير والتبسيط العلمي غير المخل والأحداث الحقيقية الموثقة، في نسيج بديع سيعجب القارئ حتمًا. ودون استطراد أكثر من هذا، أترككم مع الكتاب. | ثعابين في بذلات العمل |
| — كلمة المترجم        | |                       |

## فصول الكتاب
- الفصل الأول: دخول مهيب
- الفصل الثاني: حسن مقابلة صديق حميم
- الفصل الثالث: أوان الذعر
- الفصل الرابع: تراقص الشكوك
- الفصل الخامس: التكاتف

## وصلات خارجية
- الكتاب المترجم على موقع دار صفحة سبعة للنشر والتوزيع